# St-Jean-Baptiste (Fayence)

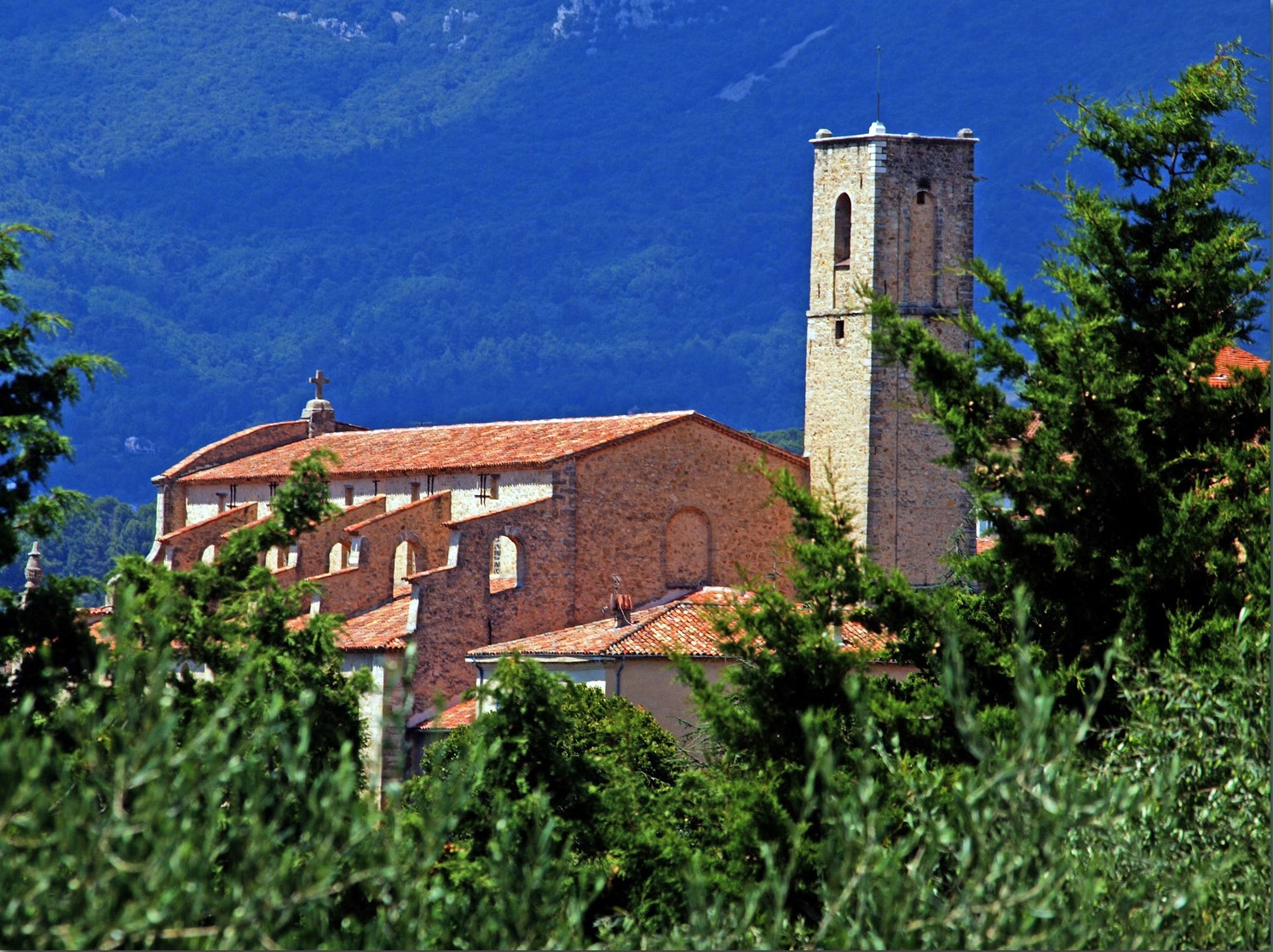
St-Jean-Baptiste (Fayence)

Die Kirche Saint Jean Baptiste ist die römisch-katholische Pfarrkirche von Fayence im Département Var in Frankreich. Die Kirche gehört zum Bistum Fréjus-Toulon.
Neben dem Patronatsfest von Johannes dem Täufer wird am 8. September die Gottesmutter gefeiert: von der Pfarrkirche wird eine Statue der Gottesmutter in Prozession zur Kapelle „Notre-Dame-des-Cyprès“ getragen.

## Geschichte
Als die 1346 erbaute Kapelle von Fayence nicht mehr genügte, wurde von 1738 bis 1750 eine barocke Kirche von beträchtlichen Ausmaßen errichtet. Fayence war bis ins 18. Jahrhundert die Sommerresidenz der Bischöfen von Fréjus. Damit kam dem Bergdorf eine Bedeutung zu, die eine große Kirche rechtfertigte.
Mit 50 × 20 Metern und 25 Metern Gewölbehöhe handelt es sich um die drittgrößte Kirche im Bistum (nach der Basilika von Saint-Maximin und der Kirche von Lorgues). Der Turm ist 37 Meter hoch. Sie ist Johannes dem Täufer geweiht.
Derzeit wird die Pfarrei Fayence (einschließlich der Filialkirchen Montauroux, Seillans, Callian, Tourrettes, Saint-Paul-en-Forêt, Bagnols-en-Forêt, Mons und Tanneron) von der Priestergemeinschaft Sankt Martin betreut.

## Ausstattung
Der Hochaltar steht seit 1967 unter Denkmalschutz.
Das Fenster-Ensemble von 1971, das 32 Stücke umfasst, stammt aus dem Atelier des Glasmalers Henri Guérin.